# A9 (Kazakistan)
La Strada nazionale A9 è una strada del Kazakistan.

## Percorso
L'A9 è una strada principale in Kazakistan, situata nella parte orientale del paese. La strada forma un percorso est-ovest da Öskemen, passando a Ridder e termina al confine con la Russia, al valico di frontiera di Uproshchennogo. La strada, nella parte centrale, arriva fino a 2400 m s.l.m.
La strada fa parte della Strada europea E40, che inizia a Brest, in Francia, e termina a Irkeštam, in Kirghizistan.

## Storia
La strada è stata costruita in epoca sovietica. La numerazione di quel tempo è sconosciuta.